# Eyal Berkovic
Eyal Berkovic (Regba, Israel, 2 de abril de 1972) es un exfutbolista israelí que jugó en la Premier League, se desempeñaba como centrocampista y mediapunta, se retiró en el 2006 jugando para el Maccabi Tel Aviv.

## Clubes
| Club                | País       | Año         | Partidos | Goles |
| Maccabi Haifa FC    | Israel     | 1989 - 1996 | 237      | 44    |
| Southampton FC      | Inglaterra | 1996 - 1997 | 28       | 4     |
| West Ham United     | Inglaterra | 1997 - 1999 | 65       | 10    |
| Celtic FC           | Escocia    | 1999 - 2001 | 32       | 9     |
| Blackburn Rovers    | Inglaterra | 2001        | 11       | 2     |
| Manchester City FC  | Inglaterra | 2001 - 2004 | 56       | 7     |
| Portsmouth FC       | Inglaterra | 2004 - 2005 | 22       | 2     |
| Maccabi Tel Aviv FC | Israel     | 2005 - 2006 | 25       | 2     |

- Datos: Q723829
- Multimedia: Eyal Berkovic / Q723829